# Chicago Boys
Chicago Boys es una denominación surgida en los años 1970 y que hace referencia a un grupo de economistas chilenos, la mayoría formados en el Departamento de Economía de la Universidad de Chicago, siguiendo las ideas de Milton Friedman y Arnold Harberger. A su regreso a Sudamérica, adoptaron posiciones en diversos gobiernos y regímenes autoritarios de América del Sur.

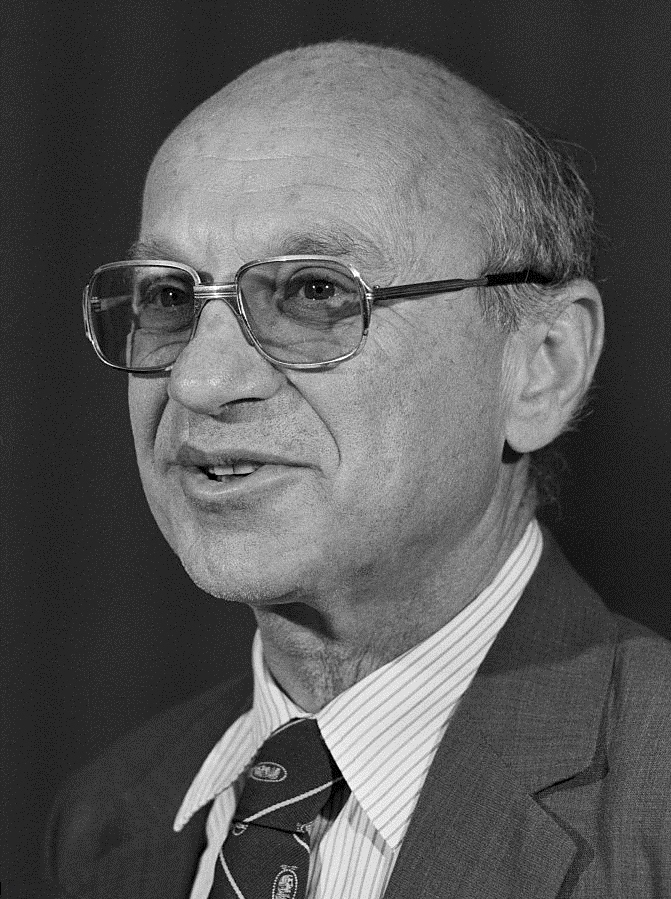
Milton Friedman, profesor de la Escuela de Economía de Chicago. Instruyó a sus alumnos en su propia teoría económica, el neoliberalismo.

Estos economistas influyeron profundamente durante la dictadura militar liderada por Augusto Pinochet (1973-1990). Fueron los artífices de reformas económicas y sociales que llevaron a la creación de una política económica liberal de mercado con orientación neoclásica y monetarista, además de la descentralización del control de la economía.
Milton Friedman acuñó el término el «milagro de Chile», para referirse a la obra de sus discípulos en ese país. Independientemente de la valoración positiva o negativa de los cambios implementados, existe consenso sobre su gran influencia en la configuración del Chile actual. Varios de ellos, hasta el día de hoy, ejercen importantes cargos públicos y privados.

## Orígenes
En junio de 1955, llegaron a Santiago cuatro profesores de la Universidad de Chicago. Su objetivo era participar en un estudio en terreno para desarrollar un programa de cooperación académica con la Facultad de Economía de la Pontificia Universidad Católica de Chile (PUC). La propuesta consistía en el envío de egresados chilenos a la universidad estadounidense, junto con la creación de un centro de investigación en economía. El convenio se inició en marzo de 1956 con el envío de nueve estudiantes, seis de la PUC y tres de la Universidad de Chile. En un principio consistiría en un plan de tres años, pero se extendió por dos años más, hasta concluir en marzo de 1961.
En Chicago, con profesores como Milton Friedman y Arnold Harberger, los estudiantes desarrollaron un pensamiento liberal en concordancia con las ideas de Adam Smith. Friedman planteaba en sus clases y en sus escritos que el mercado debe tener la menor cantidad de intervención posible y que la sociedad debe actuar desde el individuo, para así no tener como freno a un Estado que pudiese distorsionar al mercado.
Así, ese grupo de cerca de 25 economistas chilenos, la mayoría titulados en la Pontificia Universidad Católica de Chile y con postgrado en la Universidad de Chicago, durante la década de 1960 y posteriores, adquirieron el nombre de Chicago Boys. Ellos desarrollaron su pensamiento en un Chile que pasaba por una gran politización universitaria, en la cual se buscaba el surgimiento de una «nueva derecha», con un componente juvenil que proponía formar proyectos de cambios radicales y alternativos a los de la Democracia Cristiana y sobre todo de la Unidad Popular. Lo anterior se vio materializado con la elaboración del texto El ladrillo. En aquel escrito se planteaba una completa alternativa económica, que buscaba terminar con la economía cerrada, favoreciendo la inversión de privados y potenciando la comercialización hacia el exterior. El desarrollo de aquellas ideas tuvo lugar en 1969, sin embargo su publicación oficial fue en 1992.
De esta manera, en sus inicios y ya de regreso desde Estados Unidos, estos hombres desempeñaron cargos académicos en la misma Universidad Católica, sobre todo en la Facultad de Economía. Durante la dictadura, muchos de estos economistas fueron llamados a ocupar cargos dirigenciales o consultivos, como ODEPLAN, para el desarrollo de las nuevas políticas económicas. Desde esos lugares y en las condiciones que les facilitó la dictadura, sin votaciones legislativas ni oposición política, desarrollaron e implementaron un programa focalizado en reformas monetarias, privatizaciones y reducción del gasto público, entre otros.

## Reformas en Chile
Chile, tras el golpe de Estado de 1973 en contra del gobierno del presidente Salvador Allende y la consecuente imposición de una dictadura militar, fue el primer país en adoptar los principios de Milton Friedman. En términos generales, pero elementales para el nuevo modelo, se promovió la iniciativa privada en desmedro de la pública mediante una contracción del Estado.
Tradicionalmente se ha establecido que las medidas económicas y políticas implementadas por la dictadura funcionaban por caminos separados e independientes entre sí lo que es rebatido por autores como Carlos Huneeus. Quienes llevaron a cabo los planes económicos y políticos coincidieron en sus lugares de formación de pre y/ posgrado y adherían a las ideas del gremialismo, que sí tenía una estrategia de poder para el largo plazo. Además, el objetivo del régimen era cambiar la relación entre el Estado y la sociedad por lo que debían existir las condiciones económicas que pudieran asegurar ese objetivo.
Las primeras medidas fueron instaurar una política de reducción del gasto fiscal, reestructuración del aparato estatal y un control estricto de la gestión presupuestaria. En medida que se fue escogiendo un camino por el cual llevar al país se profundizaron las medidas y se emprendió una reforma tributaria, reforma laboral, des-regulación o liberalización de controles en diversos sectores de la economía (fundamentalmente la agricultura), libre ingreso de inversiones y divisas, y reducción drástica de los aranceles y aduaneros y todo tipo de restricciones para-arancelarias. En una etapa posterior vino la reforma de la seguridad social, un nuevo Código del Trabajo, las privatizaciones de empresas llamadas "estratégicas", y la apertura sectorial a la empresa privada (minería, energía, telecomunicaciones, infraestructura, etc).
Milton Friedman acuñaría el término «milagro de Chile», haciendo un paralelismo con el «milagro alemán», para aludir al éxito de las reformas en cuanto a terminar con la alta inflación y permitir una expansión económica.

## Miembros reconocidos en Chile
Entre los Chicago Boys destacados, solo algunos tuvieron cargos durante la dictadura de Pinochet, mientras que otros han tenido cargos de elección popular o por designación hasta la actualidad.
| Foto                                                                                | Nombre                             | Cargos relevantes |
| ----------------------------------------------------------------------------------- | ---------------------------------- | --- |
|                                                                                     | Juan Ariztía Matte (n. 1927)       | Superintendente de AFP (1981-1990) |
| [[File:Pablo Baraona.jpg\|80px\|alt={{{Alt\|{{{descripción}}}]]                     | Pablo Baraona (1935-2017)          | Presidente del Banco Central (1975-1976) Ministro de Economía (1976-1978) |
| [[File:Alvaro Bardón.jpg\|80px\|alt={{{Alt\|{{{descripción}}}]]                     | Álvaro Bardón (1940-2009)          | Presidente del Banco Central (1977-1981) Subsecretario de Economía (1982-1983) |
|                                                                                     | Camilo Carrasco                    | Gerente General del Banco Central (1994-2005) |
| [[File:Sergio de Castro.jpg\|80px\|alt={{{Alt\|{{{descripción}}}]]                  | Sergio de Castro (1930-2024)       | Ministro de Economía (1975-1976) Ministerio de Hacienda (1976-1982) |
| [[File:Sergio de la Cuadra1.jpg\|80px\|alt={{{Alt\|{{{descripción}}}]]              | Sergio de la Cuadra (1942-2021)    | Presidente del Banco Central (1981-1982) Ministerio de Hacienda (1982) |
|                                                                                     | Ernesto Fontaine (1934-2014)       | Profesor de la Pontificia Universidad Católica de Chile |
| [[File:JUAN ANDRES FONTAINE.jpg\|100px\|alt={{{Alt\|{{{descripción}}}]]             | Juan Andrés Fontaine (n. 1954)     | Ministro de Economía, Fomento y Turismo (2010-2011) Ministro de Obras Públicas (2018-2019) |
| [[File:Miguel Kast.jpg\|90px\|alt={{{Alt\|{{{descripción}}}]]                       | Miguel Kast (1948-1983)            | Ministro de Oficina de Planificación Nacional (1978-1980) Ministro del Trabajo y Previsión Social (1981-1982) Presidente del Banco Central (1982) |
| [[File:Cristian Larroulet.jpg\|80px\|alt={{{Alt\|{{{descripción}}}]]                | Cristián Larroulet (n. 1953)       | Director del Instituto Libertad y Desarrollo Ministro Secretario General de la Presidencia (2010-2014) Jefe de Asesores presidenciales de Sebastián Piñera (2018-2022) |
| [[File:Joaquin Lavin.jpg\|90px\|alt={{{Alt\|{{{descripción}}}]]                     | Joaquín Lavín (n. 1953)            | Ministro de Educación (2010-2011) Ministro de Desarrollo Social (2011-2013) Candidato Presidencial en 1999 y 2005 Alcalde de Las Condes (2016-2021) |
| [[File:Rolf Lüders.jpg\|80px\|alt={{{Alt\|{{{descripción}}}]]                       | Rolf Lüders (n. 1935)              | Ministro de Economía (1982) Ministro de Hacienda (1982-1983) |
|                                                                                     | Emilio Maturana Dinamarca          | Sociólogo, asesor de El Mercurio |
| [[File:Carlos Williamson Benaprés (2010).jpg\|90px\|alt={{{Alt\|{{{descripción}}}]] | Carlos Williamson Benaprés         | Vicerrector de Economía y Finanzas, Pontificia Universidad Católica de Chile (2000-2005) Prorector, Pontificia Universidad Católica de Chile (2005-2009) Presidente del Consejo de Alta Dirección Pública en Chile (2010-2014) Director del Servicio Civil de Chile (2010-2014) Rector de la Universidad San Sebastián (2018-hoy) |
|                                                                                     | José Luis Zabala Ponce (1943-2006) | Gerente de Estudios del Banco Central Representante de Chile ante el Banco Mundial Rector de la Universidad San Sebastián (2005-2006) |

Además de los egresados de la Universidad de Chicago, otros economistas estudiaron en otras universidades estadounidenses pero compartían ideales económicos con ellos.
| Foto                                                                    | Nombre                          | Posgrado                      | Cargos relevantes |
| ----------------------------------------------------------------------- | ------------------------------- | ----------------------------- | --- |
| [[File:Hernán Büchi 1983.jpg\|80px\|alt={{{Alt\|{{{descripción}}}]]     | Hernán Büchi (n. 1949)          | Universidad de Columbia       | Ministro de Economía (1979-1980) Ministro de Oficina de Planificación Nacional (1983-1984) Ministro de Hacienda (1985-1989) Candidato Presidencial en 1989 |
| [[File:Jorge Cauas Lama.jpg\|80px\|alt={{{Alt\|{{{descripción}}}]]      | Jorge Cauas (1934-2023)         | Universidad de Columbia       | Ministro de Hacienda (1974-1977) |
|                                                                         | Felipe Lamarca (n. 1950)        | Universidad Católica de Chile | Director del Servicio de Impuestos Internos (1978-1984) |
| [[File:José Piñera Echenique.jpg\|80px\|alt={{{Alt\|{{{descripción}}}]] | José Piñera Echenique (n. 1948) | Universidad de Harvard        | Ministro del Trabajo y Previsión social (1978-1980) Ministro de Minería (1980-1981)                                                                        |

## Documentales
- 2009: La doctrina del shock, película documental basada en el libro homónimo de Naomi Klein, dirigida por Michael Winterbottom y Mat Whitecross. Es una investigación sobre la aplicación de las doctrinas neoliberales desde los años 1980.
- 2012: Catastroika, proyecto de financiación colectiva con Licencias Creative Commons que analiza la privatización de los activos del estado en diferentes naciones del mundo.
- 2015: Chicago Boys, documental contado por los mismos economistas que narra cómo en plena Guerra Fría la Universidad de Chicago becó a un grupo de estudiantes chilenos para ir a estudiar economía bajo las enseñanzas de Milton Friedman. Veinte años después, en plena dictadura, aplicaron sus conocimientos para instalar un sistema neoliberal.